# Márta Mátrai
Márta Mária Mátrai (ur. 22 lutego 1948 w Szombathelu) – węgierska prawniczka i polityczka. Od 1998 roku członkini, a od 2013 pierwsza zastępczyni przewodniczącego Zgromadzenia Narodowego Węgier.

## Życiorys

### Młodość, edukacja i kariera zawodowa
Mátrai urodziła się 22 lutego 1948 roku w Szombathelu.
Ukończyła szkołę średnią w Kaposvárze. Chciała studiować medycynę, jednak z powodu nieprzyjęcia jej na studia medyczne zdecydowała się na zostanie prawniczką. W 1979 roku ukończyła studia prawnicze na Wydziale Nauk Politycznych i Prawa Uniwersytetu w Peczu. W 1992 roku po zdaniu egzaminu w Ministerstwie Sprawiedliwości uzyskała prawo do wykonywania zawodu prawnika.

### Działalność polityczna
W latach 1989–1990 założyła struktury regionalne partii Fidesz w Kaposvárze, zostając członkinią partii w 1993 roku. Nie mogła dołączyć do partii wcześniej, z powodu minimalnego wieku członka wynoszącego 35 lat. W 1993 roku, w roku jej 35. urodzin, limit ten został zniesiony. W latach 1990–1998 była członkinią rady miasta. Z rekomendacji Fideszu bez powodzenia wystartowała w wyborach parlamentarnych w 1994 roku.
W Zgromadzeniu Narodowym Węgier po raz pierwszy zasiadła po wyborach parlamentarnych na Węgrzech w 1998 roku. Mandat deputowanej objęła 18 czerwca 1998 roku. Została wiceprzewodniczącą klubu parlamentarnego partii Fidesz.
Z powodzeniem kandydowała w wyborach parlamentarnych w 2002 roku, wyborach w 2006 roku, wyborach w 2010 roku, wyborach w 2014 roku, wyborach w 2018 roku oraz w wyborach w 2022 roku. Każdorazowo zostawała wybierana na wiceprzewodniczącą klubu Fidesz.
W grudniu 2012 roku László Kövér, przewodniczący Zgromadzenia, przedstawił ją jako kandydatkę na pierwszą zastępczynię przewodniczącego. Poprzednią osobą na tym stanowisku była Illésné Mónus w 1949 roku. 1 stycznia 2013 roku objęła stanowisko. Uzyskała reelekcję 6 maja 2014, 8 maja 2018 oraz 2 maja 2022.
W 2010 roku otrzymywała wynagrodzenie w wysokości 730 485 forintów oraz dodatkowe 556 560 forintów na prowadzenie biura. W 2012 roku była najlepiej opłacaną deputowaną Zgromadzenia Narodowego, uzyskując ponad 1 400 000 forintów miesięcznie.

### Życie prywatne
Ma jedno dziecko. Mówi w języku francuskim.